# Aeroporto Internacional de Guangzhou Baiyun
Aeroporto Internacional de Guangzhou Baiyun ou, na sua forma portuguesa, de Cantão Baiyun (Chinês Simplificado: 广州白云国际机场;Chinês Tradicional: 廣州白雲國際機場; pinyin: Guǎngzhōu Báiyún Guójì Jīchǎng) é o principal aeroporto de Guangzhou, a capital da província de Guangdong, na República Popular da China. Códigos Tanto aeroporto foram herdadas do anterior Aeroporto Internacional, e reflete o código IATA Guangzhou romanização da antiga Cantão. O aeroporto é o principal hub da China Southern Airlines e um foco para a Shenzhen Airlines.
Em 2007, o Aeroporto Internacional de Guangzhou Baiyun foi o 2º aeroporto mais movimentado na China continental em termos do tráfego de passageiros, com 30.958.467 pessoas tratadas. Como o tráfego de carga, o aeroporto foi o 3º movimentado na China e o 30ª mundial.

## Hotel do Aeroporto
O Novotel Aeroporto Guangzhou Baiyun é um hotel de cinco estrelas geridos pela Accor, um dos hotéis franceses do grupo de gestão. Localizado ao lado do terminal aeroportuário, o hotel oferece 460 quartos incluindo 45 suites e dois pisos com Biz abrangente, incluindo facilidades de acesso à Internet de alta velocidade.

## Dados
- Pistas: 2 (3800 m e 3600 m), espaço reservado para 5
- Aeronaves e baías estacionamento: 166 (avental de passageiros e de carga avental)
- Atual capacidade de passageiros: 25 milhões de passageiros por ano
- Planejada capacidade de passageiros em 2010: 45 milhões de passageiros por ano
- Planejada capacidade de passageiros em 2020: 75 milhões de passageiros por ano
- Actual capacidade de carga: 1 milhão de toneladas
- Planejada capacidade de carga em 2010: 2 milhões de toneladas
- Planejada capacidade de carga em 2020: mais de 2,17 milhões de toneladas
- Destinos: 100 (principalmente domésticos)
- Aeroportos Ramais: Shantou, Meizhou, Zhanjiang
- Planejado aeroportos de Ramais: Weizhou, Zhaoqing

## Linhas Aéreas

### Internacional
- AirAsia (Kuala Lumpur)
- Air France (Paris-Charles de Gaulle)
- Air Madagascar (Antananarivo, Bangkok-Suvarnabhumi, St Denis de la Reunion) [begins 3 July]
- All Nippon Airways (Nagoya-Centrair, Tokyo-Narita)
- Asiana Airlines (Busan, Seoul-Incheon)
- Batavia Air (Jakarta)
- Cebu Pacific (Manila)
- China Southern Airlines (Amsterdam, Bangkok-Suvarnabhumi, Delhi, Dubai, Fukuoka, Hanoi, Ho Chi Minh City, Hong Kong, Jakarta, Jeju [Starts December 2008, Subject to CAAC approval], Kathmandu, Kitakyushu, Kuala Lumpur, Laoag, Los Angeles, Luanda, Manila, Melbourne, Moscow-Sheremetyevo, Nagoya-Centrair, Osaka-Kansai, Paris-Charles de Gaulle, Penang, Phnom Penh, Phuket, Saipan, Sapporo-Chitose, Sendai, Seoul-Incheon, Siem Reap, Singapore, Sydney, Tokyo-Narita, Vancouver [begins July 2009], Vientiane, Yangon)
- EgyptAir (Bangkok-Suvarnabhumi, Cairo)
- Emirates Airlines (Dubai)
- Ethiopian Airlines (Addis Ababa, Bangkok-Suvarnabhumi)
- Garuda Indonesia (Jakarta)
- Japan Airlines (Nagoya-Centrair, Osaka-Kansai, Tokyo-Narita)
- Kenya Airways (Bangkok-Suvarnabhumi, Nairobi)
- Korean Air (Seoul-Incheon)
- Lufthansa (Frankfurt)
- Malaysia Airlines (Kota Kinabalu, Kuala Lumpur, Kuching)
- Northwest Airlines (Tokyo-Narita) [ends 2 March] [1]
- Qatar Airways (Doha)
- Singapore Airlines (Singapore)
- Thai AirAsia (Bangkok-Suvarnabhumi) [Starts late December 2008]
- Thai Airways International (Bangkok-Suvarnabhumi)
- Tiger Airways (Singapore)
- Vietnam Airlines (Hanoi, Ho Chi Minh City)
- Vladivostok Air (Khabarovsk)

### Doméstico
- Air China (Beijing, Changsha, Chengdu, Chongqing, Daxian, Guilin, Guiyang, Hangzhou, Hohhot, Jiuzhaigou, Luzhou, Nanjing, Shanghai-Hongqiao, Tianjin, Wanxian, Wenzhou, Yibin, Yuncheng)
- China Eastern Airlines (Haikou, Hangzhou, Hefei, Huangyan, Jinan, Kunming, Nanchang, Nanjing, Ningbo, Qingdao, Shanghai-Hongqiao, Shanghai-Pudong, Shijiazhuang, Taiyuan, Wenzhou, Wuhan, Wuxi, Xi'an, Yichang)
- China Southern Airlines (Beihai, Beijing, Changchun, Changde, Changsha, Changzhi, Changzhou, Chengdu, Chongqing, Dali, Dalian, Dali City, Dandong, Datong, Diqing, Fuzhou, Guilin, Guiyang, Haikou, Hangzhou, Hanoi, Harbin, Hefei, Hohhot, Hotan, Huangshan, Jilin, Jinghong, Jinjiang, Korla, Kunming, Kuqa, Lanzhou, Lhasa, Lianyungang, Lijiang City, Liuzhou, Meixien, Mudanjiang, Nanchang, Nanchong, Nanjing, Nanning, Nantong, Nanyang, Ningbo, Qiemo, Qiqihar, Sanya, Shanghai-Hongqiao, Shanghai-Pudong, Shantou, Shenyang, Shenzhen, Tachang, Taiyuan, Tianjin, Tongren, Ürümqi, Yining, Weihai, Wenzhou, Wuhan, Wuxi, Wuyishan, Wuzhou, Xiamen, Xi'an, Xining, Xuzhou, Yancheng, Yanji, Yantai, Yinchuan, Yiwu, Zhanjiang, Zhengzhou, Zhuhai)
- East Star Airlines (Wuhan, Zhengzhou, Haikou, Sanya)
- Hainan Airlines (Beijing, Haikou, Sanya, Taiyuan, Ningbo)
- Okay Airways (Hangzhou) [cargo]
- Shandong Airlines (Qingdao, Jinan, Linyi, Yantai)
- Shanghai Airlines (Hangzhou, Nanjing, Shanghai-Hongqiao, Sanya, Xiamen, Wenzhou)
- Shenzhen Airlines (Baotou, Changchun, Changsha, Changzhou, Chengdu, Dalian, Guilin, Harbin, Hohhot, Huangyan, Jinan, Kunming, Lanzhou, Nanjing, Sanya, Shanghai-Hongqiao, Shenyang, Tianjin, Wuhan, Wuxi, Xi'an, Zhengzhou)
- Sichuan Airlines (Chengdu, Chongqing)
- Spring Airlines (Shanghai-Hongqiao)
- United Eagle Airlines (Chengdu, Liuzhou)
- Xiamen Airlines (Fuzhou, Wuyishan, Xiamen, Jinjiang)

### Carga
- Air France Cargo (Paris-Charles de Gaulle)
- Asiana Cargo (Seoul-Incheon)
- FedEx [tem início no primeiro semestre de 2009]
- China Airlines Cargo [inicia em Dezembro de 2008]
- China Postal Airlines (Shanghai-Hongqiao, Wuhan)
- EVA Air Cargo [inicia em Dezembro de 2008]
- JAL Cargo (Tokyo-Narita)
- Korean Air Cargo (Seoul-Incheon, Sydney)
- Lufthansa Cargo (Frankfurt, New Delhi, Tashkent)
- Malaysia Airlines Kargo (Kuala Lumpur)
- Saudi Arabian Airlines Cargo (Bangkok-Suvarnabhumi, Riyadh)
- michael temeuusbrudafijsvskwmebrntymujyhnigdubf dfjwceklf5gth5yujmyjubivjdmwqkle3r4tyhngnvbfdwsedrfgthyrmujn bvfderfgthyujmn bfdergthyujhnbvfdserfgthynj bvcdrgthyjhnbvvdfrt64y756uymjhgfwqe3uit565hyktogfdsq'23489567)
- Volga-Dnepr